# Crónica de Nestor

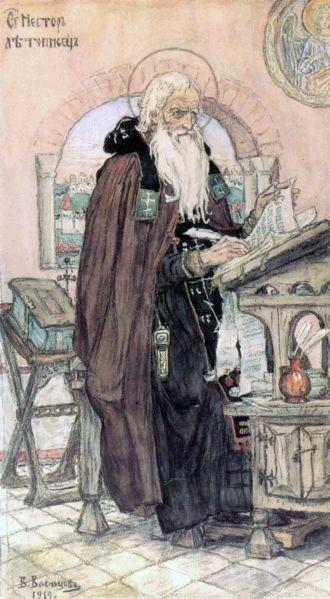
Imagem fictícia de Nestor, segundo Viktor Vasnetsov em 1919

A Crônica de Nestor(pt-BR) ou Crónica de Nestor(pt-PT?) (em russo:  По́весть временны́х лет; em ucraniano Повість врем'яних літ - "Crônica dos Anos Passados"), também chamada de Crônica Primária ou Primeira Crônica, é um documento redigido em Kiev pelo monge Nestor, que relata a história da Rússia desde o Dilúvio Universal bíblico até ao ano de 1111, incluindo a primeira formação política do povo eslavo oriental com sede em Kiev, constituída por cerca de 850 e 1110 a.C.
Este monge, do Mosteiro de Kiev-Petchersk, é considerado o primeiro e o melhor dos analistas antigos da história da Rússia. Que faleceu no inicio do século XII, por volta de 1115, e sua crónica permaneceu obscura, até ser publicada em São Petersburgo, em 1767.

## História
A sua autoria foi atribuída durante muito tempo a Nestor, baseada nos primeiros versos da versão de Khlebhnikovsky da crônica, que atribuía a ele a autoria da mesma. No entanto, a comparação com manuscritos mais antigos da crônica demonstrou que essa provavelmente foi uma interpolação feita com base em suposições e não de certezas em relação à atribuição, tal como se evidencia nos trechos abaixo, baseados na crítica produzida por Samuel H. Cross entre os manuscritos (1968: 220):
No manuscrito laurentiano da crônica, o primeiro verso é o que segue:
No manuscrito hipatiano, temos o seguinte primeiro verso: 
Já no manuscrito Khlebhnikovsky, o primeiro verso é o que se lê:
Entre outras passagens polémicas, está aquela em que é contado como a população local chamou o chefe viquingue Rurique e os seu guerreiros para restabelecerem a ordem na região, além do relato da conversão do príncipe Vladimir I de Quieve ao cristianismo em 988, após entrar em acordo com os imperadores bizantinos Basílio II Bulgaróctono e Constantino VIII.